# 句容市棉花原种场
句容市棉花原种场是江苏省句容市的一个国营农场。位于下蜀镇，北临长江。
1978年，建立国营句容县棉花原种场。前身是芦苇滩管理所。2012年及之前，在国家统计局网站统计中，所在区域以句容市棉花原种场之名列为句容市的一个类似乡级单位。